# Bojan Križaj
Bojan Križaj (* 3. Januar 1957 in Kranj) ist ein ehemaliger jugoslawischer Skirennläufer. Er war ein ausgezeichneter Techniker und einer der besten Slalom- und Riesenslalomläufer der 1980er Jahre.

## Biografie
Križaj wurde in eine bekannte Skiläuferfamilie hineingeboren und erlernte im Alter von drei Jahren das Skifahren. Er nahm 1974 erstmals an Weltmeisterschaften teil und wurde 13. im Slalom. Im nächsten Jahr gewann er die Goldmedaille im Slalom bei den Junioreneuropameisterschaften in Mayrhofen. Im Dezember 1977 konnte er sich im Weltcup erstmals in den Punkterängen platzieren. Zum Auftakt der Saison 1977/78 erreichte er beim Slalom von Madonna di Campiglio erstmals einen Platz unter den ersten Drei.
Zwei Jahre später, am 20. Januar 1980, gelang ihm in Wengen sein erster Weltcupsieg. Dies war zugleich der erste Sieg eines jugoslawischen Läufers in der Geschichte des Weltcups. Bis zum Ende seiner Karriere folgten sieben weitere Siege. Damit ist er bis heute der erfolgreichste slowenische Skirennläufer aller Zeiten.
Seine erfolgreichste Saison im Weltcup war 1986/87, als er den Einzelweltcup im Slalom gewann; die einzige Wertung in diesem Jahr, die nicht an den Schweizer Pirmin Zurbriggen ging. Im Slalomweltcup wurde er außerdem in den Saisonen 1979/80 und 1985/86 Zweiter und 1980/81 Dritter. Die beste Platzierung im Gesamtweltcup erreichte er 1979/80 mit einem vierten Platz.
Bei Großveranstaltungen kam Križaj aber nur einmal auf die vordersten Plätze. Bei den Olympischen Winterspielen 1980 in Lake Placid verfehlte er im Riesenslalom die Bronzemedaille nur um zwei Hundertstelsekunden und wurde Vierter. Vier Jahre später sprach er bei der Eröffnung der Olympischen Winterspiele in Sarajevo den olympischen Eid. Die hohen Erwartungen, die an ihn gerichtet wurden, vermochte er aber nicht zu erfüllen und wurde im Slalom nur Siebter sowie Neunter im Riesenslalom. Križaj qualifizierte sich auch für die Olympischen Winterspiele 1988 in Calgary. Wegen einer Verletzung, die er kurz vor Beginn der Spiele erlitt, musste er jedoch auf die Teilnahme verzichten und flog bereits am 25. Februar heim.
Seine einzige Medaille errang er bei den Alpinen Skiweltmeisterschaften 1982 in Schladming, wo er im Slalom hinter dem Schweden Ingemar Stenmark die Silbermedaille gewann. Križaj beendete seine Karriere im März 1988 beim Weltcup-Finale in Saalbach-Hinterglemm, wo er kurz vor dem Ende der Strecke seine Skier abschnallte und zu Fuß ins Ziel ging.

## Erfolge

### Olympische Spiele
- Lake Placid 1980: 4. Riesenslalom
- Sarajevo 1984: 7. Slalom, 9. Riesenslalom

### Weltmeisterschaften
- St. Moritz 1974: 13. Slalom
- Schladming 1982: 2. Slalom, 7. Riesenslalom
- Bormio 1985: 5. Slalom, 8. Riesenslalom
- Crans-Montana 1987: 6. Slalom

### Weltcupwertungen
Bojan Križaj gewann einmal die Disziplinenwertung im Slalom.
| Saison  | Gesamt | Gesamt | Riesenslalom | Riesenslalom | Slalom | Slalom | Kombination | Kombination |
| Saison  | Platz  | Punkte | Platz        | Punkte       | Platz  | Punkte | Platz       | Punkte      |
| ------- | ------ | ------ | ------------ | ------------ | ------ | ------ | ----------- | ----------- |
| 1976/77 | 43.    | 15     | 22.          | 3            | 15.    | 12     | –           | –           |
| 1977/78 | 20.    | 31     | 12.          | 12           | 11.    | 20     | –           | –           |
| 1978/79 | 8.     | 106    | 3.           | 96           | 12.    | 49     | –           | –           |
| 1979/80 | 4.     | 131    | 6.           | 56           | 2.     | 88     | –           | –           |
| 1980/81 | 6.     | 137    | 15.          | 40           | 3.     | 80     | 12.         | 17          |
| 1981/82 | 9.     | 108    | 8.           | 45           | 6.     | 63     | –           | –           |
| 1982/83 | 9.     | 112    | 20.          | 22           | 5.     | 78     | 15.         | 12          |
| 1983/84 | 10.    | 106    | 17.          | 34           | 5.     | 66     | 31.         | 6           |
| 1984/85 | 10.    | 101    | 22.          | 22           | 6.     | 69     | 20.         | 10          |
| 1985/86 | 15.    | 115    | 19.          | 15           | 2.     | 100    | –           | –           |
| 1986/87 | 9.     | 90     | –            | –            | 1.     | 105    | –           | –           |
| 1987/88 | 51.    | 21     | –            | –            | 16.    | 21     | –           | –           |

### Weltcupsiege
| Datum             | Ort                  | Land       | Disziplin |
| ----------------- | -------------------- | ---------- | --------- |
| 20. Januar 1980   | Wengen               | Schweiz    | Slalom    |
| 25. Januar 1981   | Wengen               | Schweiz    | Slalom    |
| 20. März 1982     | Kranjska Gora        | Slowenien  | Slalom    |
| 12. Februar 1983  | Le Markstein         | Frankreich | Slalom    |
| 16. Dezember 1984 | Madonna di Campiglio | Italien    | Slalom    |
| 21. März 1986     | Bromont              | Kanada     | Slalom    |
| 20. Dezember 1986 | Kranjska Gora        | Slowenien  | Slalom    |
| 25. Januar 1987   | Kitzbühel            | Österreich | Slalom    |

Außerdem gewann er am 28. November 1986 den Slalom im Rahmen der nur zum Nationencup zählenden World Series of Skiing in Sestriere.

### Junioreneuropameisterschaften
- Mayrhofen 1975: 1. Slalom